# 蒋伟
蒋伟（1923年3月—），曾用名蒋培根，男，江苏嘉定（今属上海）人，中国电影导演、摄影师，曾任上海科学教育电影制片厂导演、摄影师，中国电影家协会理事。